# Julio Sánchez Gardel
Julio Sánchez Gardel (Catamarca, Argentina; 15 de diciembre de  1879 - Buenos Aires, Argentina; 18 de marzo de 1937) fue un autor y dramaturgo argentino.

## Biografía
Hijo de Luis Sánchez y Josefa Gardel nace en San Fernando del Valle de Catamarca, donde realizó sus estudios primarios y secundarios, y donde organiza en el Colegio Nacional un grupo filodramático estudiantil. Junto a su primo Ezequiel Soria emprendieron un viaje a Buenos Aires en 1899. Comienza entonces a estudiar Derecho, carrera que terminaría abandonando. Trabajó entre otras cosas en un puesto de correos otro en la policía, trabajos periodísticos en La Argentina  que dirige Mulhal, los diarios  El País y El Tiempo, y la revista Argentina Literaria que funda Ernesto Mario Barreda. En 1902 para ganarse la vida ejerce como pianista acompañando películas mudas en un cine de la Calle Corrientes.
Fue un notable autor de obras famosas de principio de siglo XX, uno de los iniciadores en su país del teatro costumbrista y de temas folclóricos. Su primera obra fue Almas grandes en 1904 y que fue llevado al teatro por Jerónimo Podestá. Dirigió diversas compañías teatrales de figuras como  Pablo Podestá, Florencio Parravicini, Orfilia Rico y Camila Quiroga.
También tuvo una actividad sindical al participar en la fundación de la Asociación Argentina de Autores Dramáticos en 1910, organización de la cual llegó a ser presidente en cinco oportunidades.
Sus obras se pueden dividir en cuatro períodos:
- 1.ª etapa de tanteos y de fuerte denuncias sociales (1904- 1908).
- 2.ª etapa en la que se intensifica su pintura costumbrista (1909- 1911).
- 3.ª etapa de ambiciosas búsquedas dramáticas sobre motivos telúricos (1912- 1915).
- 4.ª etapa repite los mismos temas que nada agregan a sus obras anteriores (1916-1930).[4]

Falleció el 18 de marzo de 1937 víctima de un síncope cardíaco en su casa quinta de Temperley donde se había retirado a vivir junto a su esposa, Sara Tapia, con la que se había casado en 1909. Se había alejado del teatro hacia 1930.

## Obras
- Almas grandes (1904)
- Ley humana (1904)
- En el abismo (1905)
- La garza (1906)
- Cara o cruz (1907)
- Noche de luna (1907), dedicado a su madre.
- Las dos fuerzas o Amor de otoño (1907)
- Botón de rosa (1907)
- Los ojos del ciego (1908)
- Las campanas (1908)
- Frente al llano (1909)
- La otra (1910)
- Después de misa (1910)
- Los mirasoles (1911)
- La montaña de las brujas (1912)
- Sol de invierno (1914)
- La vendimia (1915)
- El zonda (1915)
- La llegada del batallón (1916)
- Los cuenteros (1917)
- El príncipe heredero (1918)
- Perdonemos (1923)
- El dueño del pueblo (1925)
- Las quita penas (1927)
- El cascabel del duende (1930)